# Picard (priimek)
Picard je priimek več oseb:
- Auguste Piccard (1884—1962), švicarski izumitelj.
- Bertrand Picard (*1958), švicarski psihiater in balonar.
- Charles Émile Picard (1856—1941), francoski matematik.
- Edmond Picard (1836—1924), belgijski pravnik in pisatelj.
- François Picard
  - François Picard, francoski general.
  - François Picard (1921—1996), francoski dirkač Formule 1.
- Jacques Piccard (*1922), francoski podvodni raziskovalec.
- Jean-Felix Picard
  - Jean-Felix Picard (1620—1682), francoski astronom in duhovnik.
  - Jean-Felix Picard (1884—1963), švicarski znanstvenik in balonar.
- Jean-Jules-Ernest Picard (1881—1961), francoski general.
- Louis-Benoit Picard (1769—1828), francoski dramatik.
- Louis-Joseph-Ernest Picard (1821—1877), francoski pravnik in politik.